# Церковь Рождества Христова (Коломна)
Церковь Рождества Христова — приходской храм Коломенского благочиния Коломенской епархии Русской православной церкви в городе Коломне Московской области, построенный в 1725 году. Здание церкви является объектом культурного наследия и находится под охраной государства. В настоящее время храм действует, ведутся богослужения.

## История храма
На рубеже XVII—XVIII веков в Коломне на посаде была основана церковь Рождества Христова. Из старых летописных донесений имеются свидетельства, что храм был построен в 1725 году, были обустроены два придела: Благовещения Пресвятой Богородицы и Иоанна Воина, а также трапезная и колокольня. Ограда сооружена позже, в 1768 году. Это обычный посадский храм в стиле раннего барокко — «восьмерик на четверике», с шатровой колокольней.
В 1809 году на средства купца 1-й гильдии Афанасия Шевлягина был устроен ещё один придел в честь Казанской иконы Божией Матери. Церковь как бы стала домовой для рода Шевлягиных, многие из которых и были похоронены на территории возле храма.
В 1870 году между колокольней и храмом была построена обширная тёплая трапезная в виде просторного зала. Нынешняя церковь представляет собой сооружение, где сочетается классический стиль с более ранним барокко. Луковичная главка, которая сейчас восстановлена, завершала храм. С запада к строению примыкала трёхъярусная с высоким куполом псевдоготическая колокольня, на которой размещён шпиль.
В церкви три престола. Основной в главном летнем храме — Рождества Христова — и два в трапезной: северный — Благовещения Пресвятой Богородицы и южный — Казанской иконы Божией Матери.
На празднование Рождества в 1908 году после ремонта был совершён новый чин освящения храма. На средства Шевлягиной все иконы церкви были украшены драгоценными серебряными ризами. Риза на чтимой Тихвинской иконе Божией Матери была отделана бриллиантами и другими драгоценными камнями. Стены расписаны с позолотой в орнаменте. Остатки этой росписи сохранились в верхних ярусах главного придела строения. Эта церковь была богатейшей в городе.
К востоку от алтаря была похоронена Мария Шевлягина.
В конце 1929 году при советской власти храм был закрыт и осквернён. Судьба последнего настоятеля церкви, престарелого отца Александра, неизвестна. Все святыни были вывезены и утрачены.
В 1930-е годы колокольня была демонтирована до первого яруса, главка храма снесена. Семейный склеп Шевлягиных разорён и сломан. В помещениях храма сначала находился спортзал, затем устроена пошивочная мастерская, а с 1953 года здесь разместились учебно-производственные мастерские Коломенского артиллерийского училища.
В 1997 году начались реставрационные работы. Были восстановлены престолы трапезной, выполнены и установлены новые иконостасы. Главка вновь восстановлена. На западной стене установлены чёрного мрамора мемориальные доски в память о выпускниках Михайловского военно-артиллерийского университета, отдавших жизнь за Отечество, начиная с 1831 года.
В настоящее время Рождественская церковь является приписным храмом Богоявленской церкви города Коломны. Между Богоявленской церковью и командованием Коломенского высшего артиллерийского командного училища заключён договор о сотрудничестве и использовании храма Рождества Христова. Ведутся службы, в том числе панихиды о воинах — защитниках Отечества.
29 августа 1999 года храм и училище посетил патриарх Московский и всея Руси Алексий II. Патриарх в дар храму преподнёс икону Рождества Христова — на молитвенную память о визите предстоятеля Русской православной церкви.